# Romen
Romen (Tenerife, siglo XV - ¿?) era el nombre del mencey de Daute durante la conquista de Tenerife en el siglo XV, aunque hay que destacar que muchos historiadores modernos consideran que este nombre fue inventado por Antonio de Viana para su poema La Conquista de Tenerife.

## Biografía
A la llegada de Alonso Fernández de Lugo en 1494, Romen se alió con el mencey Bencomo en contra de la invasión castellana, siendo su menceyato uno de los bandos de guerra. No obstante, algunos historiadores, basados en Viana, aluden a que rehusó aliarse con Bencomo por no querer someterse a que el mencey de Taoro dirigiese al resto en la contienda. Por su parte, Viera y Clavijo indica que Romen no quiso aliarse con Bencomo por creer lejanos sus dominios del peligro de los conquistadores. Finalmente, tras las sucesivas derrotas y la péridida de los principales menceyes guanches (Bencomo, Tinguaro y Bentor), Romen rindió su territorio en la primavera de 1496 en el acto conocido como Paz de Los Realejos. Tras la rendición, Romen fue llevado a la corte para ser presentado a los Reyes Católicos.
Se desconoce su final, aunque al haber pertenecido a un bando de guerra cabe la posibilidad de que fuera reducido a esclavitud, siendo posible también que fuera el mencey regalado a la República de Venecia por los Reyes. Otros autores creen que, aunque perteneciente a un bando de guerra, bien pudo quedar en libertad, bajo tutela y lejos de la isla.

### Nombre cristiano
No se tienen noticias del nombre que tomó Romen tras el bautismo, ya que, aunque los genealogistas, basados en Viera y Clavijo, lo nombran como Gonzalo, esto se debe a un error al confundir los términos Daute y Baute, apellido que tomaron guanches del menceyato de Anaga tras la conquista.

### Familia y descendencia
Romen era descendiente de Caconaimo, uno de los hijos de Tinerfe el Grande que en el reparto de los territorios de la isla a finales del siglo XIV se hizo con la región de Daute. Para Viera y Clavijo, sin embargo, era directamente hijo de Caconaimo, y nieto, por tanto, de Tinerfe.
La información que sobre la familia de Romen se conoce hace alusión, en realidad, a los familiares de Gonzalo de Ibaute, hijo de Diego de Ibaute, «de los hidalgos antiguos de Naga», desconociéndose por tanto la descendencia de este mencey.